# دالي فينوكان
دالي فينوكان (بالإنجليزية: Dale Finucane)‏ هو لاعب دوري الرغبي أسترالي، ولد في 7 سبتمبر 1991 في Bega, New South Wales ‏ في أستراليا.